# La Planicie
La Planicie es el nombre de una urbanización exclusiva y de acceso restringido en el distrito de La Molina, en la ciudad de Lima, capital del Perú. Es habitada por familias de nivel socioeconómico alto. Este sector es tan extenso que abarca urbanizaciones pertenecientes a los distritos de Pachacámac y Cieneguilla, en su extremo este.

## Historia
La idea de desarrollar la urbanización La Planicie, se inicia alrededor de 1956, cuando aún pertenecía al distrito de Ate. En 1958, empieza el desarrollo de la urbanización, además de los primeros trazos de la futura cancha de golf. En febrero de 1962, se crea el distrito de La Molina, donde se segrega del distrito de Ate, y llega a abarcar esta exclusiva urbanización.
Más adelante, con el inicio de la urbanización, los vecinos se organizan y conforman la Asociación de Propietarios y Residentes de La Planicie. Creada con la finalidad de administrar la garita de ingreso, la seguridad de la urbanización y lo que sería la casa sede de la asociación.
Las múltiples directivas de la asociación han sido conformadas exclusivamente por propietarios de la urbanización, con el objetivo de mantener el orden, la seguridad y el sentido de comunidad de la urbanización.

## Estructura de la urbanización
- La Portada De La Planicie
- Country Club La Planicie
- La Planicie Este
- La Alameda De La Planicie
- El Rincón De La Planicie
- Las Lomas De La Planicie
- El Peñón De La Planicie
- El Oasis De La Planicie
- El Mirador De La Planicie

## Hitos urbanos importantes
Las avenidas Ricardo Elías Aparicio, Alameda José León Barandiaran y Las Dunas - Del Parque, son las avenidas más importantes del sector. En su extensión, La Planicie acoge diversos centros recreativos y educativos, como:
- Wong - La Planicie
- Municipalidad de La Molina
- Triángulo La Planicie
- Country Club La Planicie
- Colegio Villa María - La Molina
- Inkafarma - La Planicie
- BBVA - La Planicie
- Parque La Compuerta
- Parque La Laguna Seca
- Parque Antonio Raimondi
- Parque Las Dunas
- Parque Cima
- Parque Santuario
- Parque Panizo
- Parque La Escarpada
- Santuario de Schoenstatt
- Mirador de El Oasis de La Planicie
- La Laguna Oasis de La Planicie
- El Mirador - La Planicie
- El Peñón - La Planicie

## Autoridades
En su extensión, La Planicie forma parte de los distritos de La Molina, Pachacámac y Cieneguilla; sin embargo, debido al aislamiento geográfico de estos últimos dos distritos, todo el sector es administrado únicamente por la Municipalidad de La Molina. 
- Alcalde (2023-2026):
  - Esteban Diego Uceda Guerra-García, de Renovación Popular, alcalde de La Molina.

### Comisarías de La Planicie
- Comisaría PNP La Molina